# Mirzapur (Bangladesh)
Mirzapur è un sottodistretto (upazila) del Bangladesh situato nel distretto di Tangail, divisione di Dacca. Si estende su una superficie di 373,89 km² e conta una popolazione di 407.781 abitanti (dato censimento 1991).